# Assedio di Tripoli (1551)
L'assedio di Tripoli avvenne nel 1551 quando gli Ottomani assediarono e conquistarono la città ai cavalieri di Malta custodi della fortezza di Tripoli nella moderna Libia. 
La spagnola Casa degli Asburgo aveva costruito un forte a Tripoli nel 1510 sotto l'impero di Carlo V e lo aveva affidato ai cavalieri nel 1530. L'assedio consistette in un bombardamento di sei giorni, culminato con la resa della città il 15 agosto.
L'assedio seguì ad un primo attacco a Malta in luglio, che venne però respinto, e all'invasione di Gozo, in cui 5 000 cristiani vennero fatti prigionieri e portati a Tripoli sulle galee.

## Assedio
La città era sotto il comando di Gaspard de Vallier, con 30 cavalieri (alcuni autori dicono 200) e 630 mercenari calabresi e siciliani. Gli ottomani avevano una base nella vicina città di Tajura sin dal 1531, a 20 chilometri ad est, dove era ancorato Khayr al-Din con la sua flotta. Gli ottomani circondarono il forte e impiantarono tre batterie di dodici cannoni ciascuna.

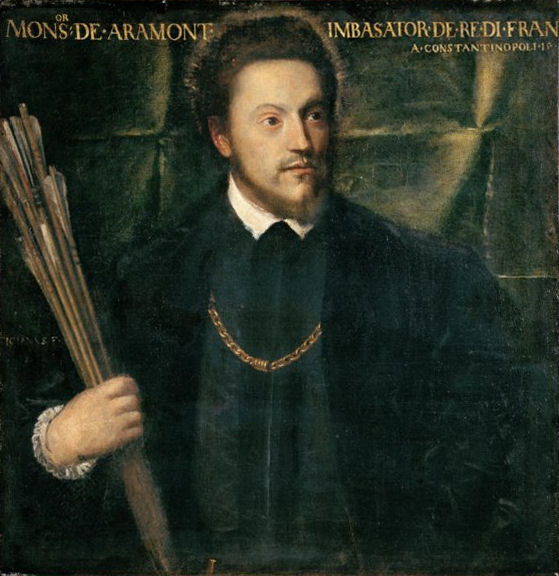
L'ambasciatore francese presso la Sublime porta, Gabriel de Luetz d'Aramont, era presente all'assedio.

L'ambasciatore francese presso l'Impero ottomano, Gabriel d'Aramon, raggiunse la flotta ottomana a Tripoli, con due galee e una galiot. La missione dichiarata dell'ambasciatore era quella di dissuadere gli Ottomani dalla cattura della città, su richiesta del Gran Maestro di Malta, poiché Malta non era stata identificata come nemica dell'alleanza franco-ottomana contro gli Asburgo. Secondo rapporti successivi, quando Sinan Pascià e Dragut rifiutarono di lasciare l'assedio, per il motivo che avevano l'ordine di sradicare i Cavalieri di Malta dal continente africano, d'Aramon minacciò di navigare verso Costantinopoli per fare appello a Solimano, ma gli fu impedito di lasciare la città fino alla fine dell'assedio.
I soldati nel forte si ammutinarono quasi subito ed iniziò la trattativa per la resa. La città venne conquistata il 15 agosto 1551 da Sinan Pascià dopo sei giorni di bombardamenti. I cavalieri, molti dei quali francesi, tornarono a Malta dopo l'intervento dell'ambasciatore francese, a bordo delle galee di d'Aramon, mentre i mercenari vennero ridotti in schiavitù. Murād Agha, il comandante ottomano di Tajura dal 1536, venne nominato Pashalik della città.
Nicolas Durand de Villegagnon, il futuro esploratore del Brasile, era presente all'assedio di Tripoli e scrisse un resoconto nel 1553.

## Conseguenze

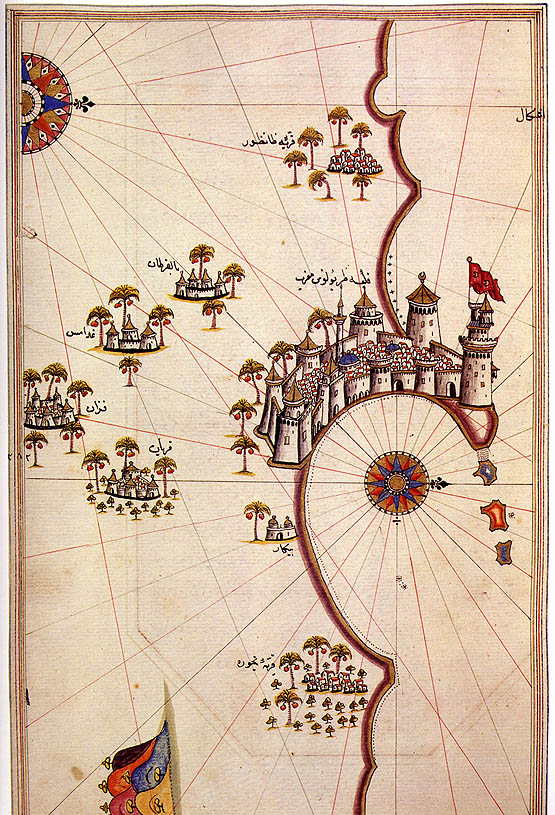
Storica mappa di Tripoli di Piri Reìs.

Da Malta, d'Aramon scrisse una lettera sul suo intervento a Enrico II. Il ruolo di d'Aramon venne ampiamente criticato da Carlo V e da papa Giulio III con il sospetto che avesse incoraggiato gli ottomani a conquistare la città. Sembrava che d'Aramon avesse partecipato al banchetto per festeggiare la vittoria degli Ottomani, sollevando ulteriori sospetti sul suo ruolo durante l'assedio, e portando Carlo V a richiedere alla Francia un risarcimento. In ogni caso, d'Aramon aveva un rapporto speciale con gli ottomani, ed era chiaramente consapevole del fatto che la caduta di Tripoli aveva rappresentato una battuta d'arresto importante per Carlo V.

Nicolas Durand de Villegagnon era all'assedio di Tripoli come Cavaliere di Malta.

Al suo ritorno a Malta, Gaspard de Vallier venne fortemente criticato dal Gran Maestro D'Omedes che volle assegnare tutta la colpa della sconfitta a lui. Venne portato davanti a un tribunale, e spogliato dell'abito e della croce dell'Ordine. Venne però strenuamente difeso da Nicolas Durand de Villegagnon, che mise in rilievo la doppiezza di D'Omedes.
L'assedio fu il primo passo della guerra italiana del 1551-1559 a tutto campo nel teatro europeo, e nel Mediterraneo alle galee francesi di Marsiglia fu ordinato di far parte della flotta ottomana.
Nel 1553, Dragut venne nominato comandante di Tripoli da Solimano, rendendo la città un importante centro di incursioni piratesche nel Mediterraneo e la capitale della provincia ottomana di Tripolitania. In un famoso attacco da Tripoli nel 1558, Dragut attaccò Reggio Calabria, portando i suoi abitanti in schiavitù a Tripoli.
Nel 1560, una potente forza navale venne inviata a riconquistare Tripoli, ma venne sconfitta nella Battaglia di Djerba.